# Leucotrichia ayura
Leucotrichia ayura är en nattsländeart som beskrevs av Oliver S. Flint Jr. 1991. Leucotrichia ayura ingår i släktet Leucotrichia och familjen smånattsländor. Inga underarter finns listade i Catalogue of Life.